# Bernard Schmetz
Bernard Jules Robert Schmetz (Orléans, 21 de marzo de 1904-París, 11 de junio de 1966) fue un deportista francés que compitió en esgrima, especialista en la modalidad de espada.
Participó en tres Juegos Olímpicos de Verano entre los años 1928 y 1936, obteniendo en total tres medallas: plata en Ámsterdam 1928, oro en Los Ángeles 1932 y bronce en Berlín 1936. Ganó nueve medallas en el Campeonato Mundial de Esgrima entre los años 1930 y 1938.

## Palmarés internacional
| Juegos Olímpicos   | Juegos Olímpicos             | Juegos Olímpicos  | Juegos Olímpicos   |
| Año                | Lugar                        | Medalla           | Prueba             |
| ------------------ | ---------------------------- | ----------------- | ------------------ |
| 1928               | Ámsterdam (Países Bajos)     | Medalla de plata  | Espada por equipos |
| 1932               | Los Ángeles (Estados Unidos) | Medalla de oro    | Espada por equipos |
| 1936               | Berlín (Alemania)            | Medalla de bronce | Espada por equipos |
| Campeonato Mundial |                              |                   |                    |
| Año                | Lugar                        | Medalla           | Prueba             |
| 1930               | Lieja (Bélgica)              | Medalla de bronce | Espada por equipos |
| 1931               | Viena (Austria)              | Medalla de plata  | Espada individual  |
| 1931               | Viena (Austria)              | Medalla de plata  | Espada por equipos |
| 1933               | Budapest (Hungría)           | Medalla de plata  | Espada por equipos |
| 1933               | Budapest (Hungría)           | Medalla de bronce | Espada individual  |
| 1937               | París (Francia)              | Medalla de oro    | Espada individual  |
| 1937               | París (Francia)              | Medalla de plata  | Espada por equipos |
| 1938               | Pieštany (Checoslovaquia)    | Medalla de oro    | Espada por equipos |
| 1938               | Pieštany (Checoslovaquia)    | Medalla de bronce | Espada individual  |